# Pseudothyridium solisi
Pseudothyridium solisi är en skalbaggsart som beskrevs av Soula 2002. Pseudothyridium solisi ingår i släktet Pseudothyridium och familjen Rutelidae. Inga underarter finns listade i Catalogue of Life.